# Stand Atlantic
Gli Stand Atlantic (fino al 2014 conosciuti come What It's Worth) sono un gruppo musicale australiano formatosi a Sydney nel 2012.

## Storia del gruppo
Il gruppo si è formato nel 2012 con il nome di What It's Worth sotto il quale hanno pubblicato, l'anno successivo, l'EP Catalyst.
Nel 2014 la band cambia il nome in Stand Atlantic e l'anno successivo pubblica l'EP A Place Apart, seguito nel 2017 da Sidewinder (per Rude Records).
Nel 2018 pubblicano con Hopeless Records l'album d'esordio Skinny Dipping, a cui seguiranno nel 2020 Pink Elephant e nel 2022 F.E.A.R., sempre per l'etichetta statunitense.
Il 23 agosto 2024 è uscito l'album Was Here, sempre per Hopeless Records.

## Stile musicale e influenze
Lo stile musicale degli Stand Atlantic è stato descritto come pop punk e alternative rock.
La band ha citato come influenze artisti come blink-182, The Story So Far, Justin Bieber, Silverchair, The 1975 e Moose Blood.

## Formazione

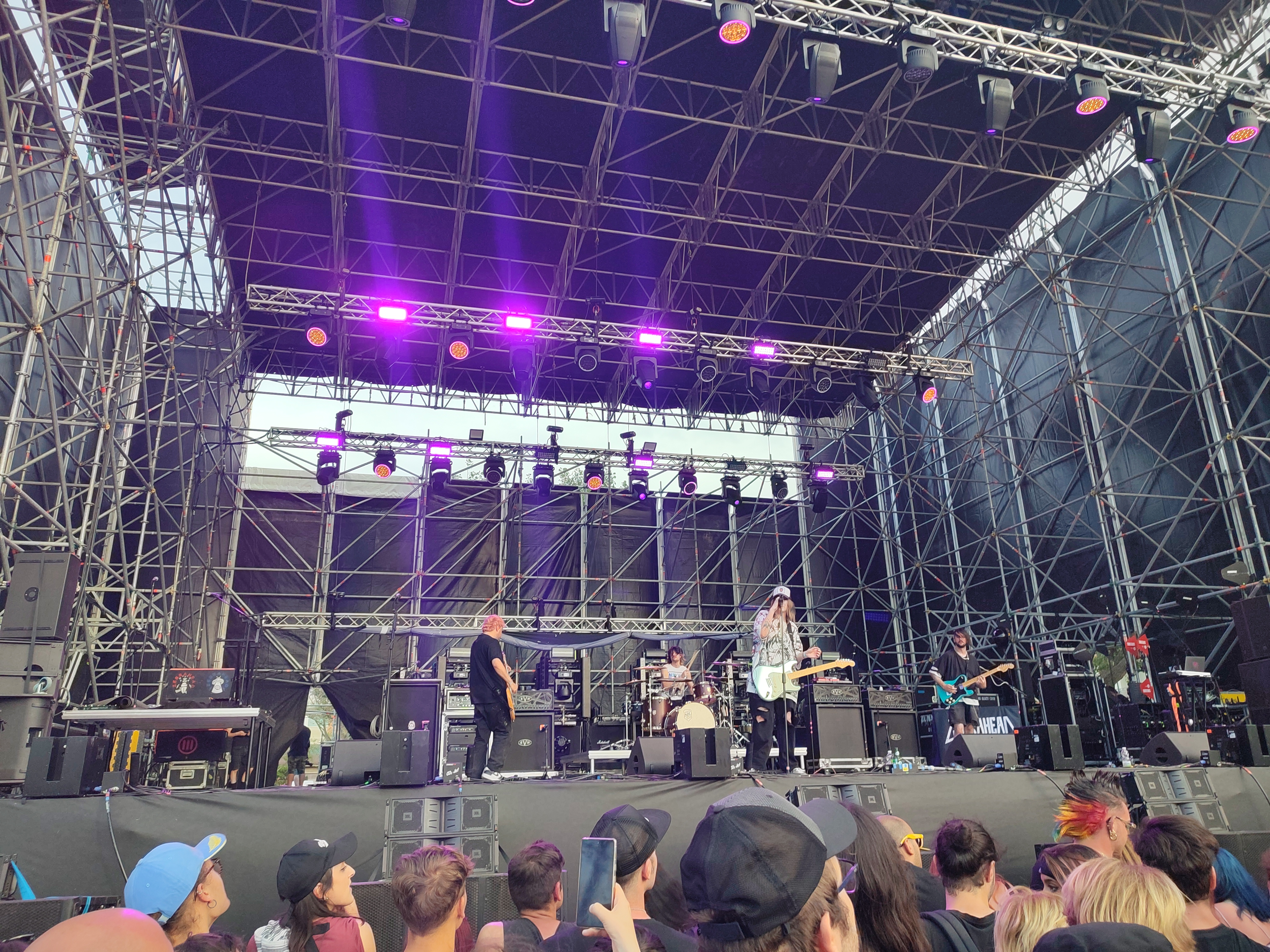
Gli Stand Atlantic allo Slam Dunk Italy 2023

### Formazione attuale
- Bonnie Fraser – voce, chitarra ritmica (2012–presente)
- David Potter – basso (2012–2017); chitarra solista (2017–presente)
- Jonno Panichi – batteria (2015–presente)
- Miki Rich – basso (2019–presente; come turnista 2017–2019)

### Ex componenti
- Arthur Ng – chitarra solista (2012–2016)
- Jordan Jansons – batteria (2012–2014)

### In tour
- Ethan Mestroni – batteria (2014–2015)
- Will Robinson – chitarra (2016–2017)

## Discografia

### Album in studio
- 2018 – Skinny Dipping
- 2020 – Pink Elephant
- 2022 – F.E.A.R.
- 2024 – Was Here

### EP
- 2013 – Catalyst (come What It's Worth)
- 2015 – A Place Apart
- 2017 – Sidewinder

### Singoli
- 2012 – Bulletproof Vest
- 2013 – Romeo
- 2014 – Breakaway
- 2015 – Wasteland
- 2017 – Coffee at Midnight
- 2017 – Mess I Made
- 2017 – Sidewinder
- 2018 – Lavender Bones
- 2018 – Lost My Cool
- 2018 – Skinny Dipping
- 2019 – Hate Me (Sometimes)
- 2020 – Shh!
- 2020 – Drink to Drown
- 2020 – Wavelength
- 2020 – Jurassic Park
- 2020 – Blurry
- 2020 – I'm Sorry (con Mokita)
- 2021 – deathwish (feat. nothing,nowhere)
- 2021 – molotov [OK]
- 2022 – pity party (feat. Royal & The Serpent)
- 2022 – hair out
- 2022 – switchblade
- 2023 – KILL[H]ER
- 2023 – SEX ON THE BEACH
- 2024 – WARZ0NE
- 2024 – GIRL$ (feat. PVRIS e Bruses)
- 2024 – LOVE YOU ANYWAY
- 2024 – CRIMINAL (feat. Polaris)
- 2024 – FRENEMIES

Singoli come ospiti
- 2021 – Superglue (Birds of Tokyo feat. Stand Atlantic)

### Partecipazioni a compilation
- 2018 – Songs That Saved My Life, con Your Graduation (cover dei Modern Baseball)

## Videografia

### Video musicali
| Titolo              | Anno | Regista                      |
| ------------------- | ---- | ---------------------------- |
| Bulletproof Vest    | 2013 | N.D.                         |
| Romeo               | 2013 | N.D.                         |
| Wasteland           | 2015 | N.D.                         |
| Coffee at Midnight  | 2017 | Kieran Ellis-Jones           |
| Sidewinder          | 2017 | Kieran Ellis-Jones           |
| Chemicals           | 2018 | Brandon Lung                 |
| Lavender Bones      | 2018 | Adrian Eyre                  |
| Lost My Cool        | 2018 | Brandon Lung                 |
| Skinny Dipping      | 2018 | Brandon Lung, Megan Thompson |
| Toothpick           | 2019 | Brandon Lung                 |
| Hate Me (Sometimes) | 2019 | Lewis Cater                  |
| Drink to Drown      | 2020 | Brandon Lung                 |
| Wavelength          | 2020 | Brandon Lung                 |
| Jurassic Park       | 2020 | Lewis Cater                  |
| Blurry              | 2020 | Lewis Cater                  |
| I'm Sorry           | 2020 | Jared Minnix, Zach Pigg      |
| deatwish            | 2021 | Zak Pinchin                  |
| molotov [OK]        | 2021 | Dane                         |
| pity party          | 2022 | Brandon Lung                 |
| hair out            | 2022 | Sarah Eiseman                |
| switchblade         | 2022 | Harry Steel                  |
| dumb                | 2022 | Zak Pinchin                  |
| kill[h]er           | 2023 | Brandon Lung, Elder          |
| Sex On the Beach    | 2023 | N.D.                         |

## Premi e riconoscimenti
J Awards
| Anno | Candidatura | Premio                      | Risultato   |
| ---- | ----------- | --------------------------- | ----------- |
| 2022 | F.E.A.R.    | Album australiano dell'anno | Candidato/a |